# Mauwahi
Mauwahi (nep. मौवाही) – gaun wikas samiti we wschodniej części Nepalu w strefie Sagarmatha w dystrykcie Siraha. Według nepalskiego spisu powszechnego z 2001 roku liczył on 504 gospodarstw domowych i 3347 mieszkańców (1580 kobiet i 1767 mężczyzn).